# Brahmina quasibrunneosparsa
Brahmina quasibrunneosparsa är en skalbaggsart som beskrevs av Keith 2008. Brahmina quasibrunneosparsa ingår i släktet Brahmina och familjen Melolonthidae. Inga underarter finns listade.